# Транснационализация
Транснационализация — перемещение капитала из стран с его относительным избыточным количеством в страны, где он находится в дефиците, но в избытке имеются другие факторы производства (труд, земля, полезные ископаемые), которые не могут быть рационально использованы в воспроизводственных процессах из-за нехватки капитала.
Транснационализация хозяйственной жизни — процесс усиления роли транснациональных корпораций (ТНК) в мировой экономике.
Экономическая транснационализация — это наиболее зрелая стадия процесса интернационализации экономической деятельности, характеризующаяся перемещением капитала через границы страны происхождения, которое выражается в формировании международных по характеру своей деятельности, но национальных по сохраняемому над акционерным капиталом контролю, организационных бизнес-структур.